# Song Gongdi
Song Gongdi (zijn persoonlijke naam was Zhao Xian) (1271 - 1323) was keizer van de Chinese Song-dynastie (960-1279). Hij regeerde van 1274 tot 1276. Hij bleef achter toen de Mongolen onder Kublai Khan de hoofdstad Hangzhou aanvielen, maar liet zijn twee jonge broertjes naar Lantau in het zuiden vluchten en benoemde de oudste Song Duanzong van hen tot keizer. Dit oudste broertje stierf van ziekte en het jongste broertje Song Bingdi verdronk na de verloren Slag bij Yamen zeeslag tegen de Mongolen. Song Gongdi overleefde hen, werd op bevel van Kublai Khan ongedeerd gelaten en kreeg de titel "Hertog van Ying". Kublai Khan verbande hem in oktober 1288 naar Tibet, waar hij in het Sakya klooster ging leven. Gegeen Khan beval hem om zelfmoord te plegen.
Noordelijke Song: Taizu · Taizong · Zhenzong · Renzong · Yingzong · Shenzong · Zhezong · Huizong · Qinzong

Zuidelijke Song: Gaozong · Xiaozong · Guangzong · Ningzong · Lizong · Duzong · Gongdi · Duanzong · Bingdi